# Condizione al contorno
In matematica, una condizione al contorno è l'assegnazione del valore della soluzione di un'equazione differenziale ai margini dell'insieme di definizione dell'equazione. Un'equazione differenziale ammette spesso infinite soluzioni e l'imposizione di condizioni aggiuntive è necessaria per individuare una particolare soluzione, che sarà inoltre unica se l'equazione soddisfa certe ipotesi di regolarità.
Ci sono diversi tipi di condizioni, ma le più comuni sono quelle che specificano il valore della soluzione (Dirichlet) e il valore della sua derivata (Neumann). Assegnando entrambi i valori prendono il nome di condizioni al contorno di Cauchy.
Un ambito in cui i problemi relativi al valore dalla soluzione sul bordo del dominio in cui è definita l'equazione sono particolarmente studiati è la teoria di Sturm-Liouville.
I problemi al contorno, ossia equazioni differenziali soggette alle condizioni al contorno, emergono in diverse branche della fisica. Problemi che coinvolgono l'equazione delle onde, come la determinazione delle modalità normali, sono spesso enunciati come problemi al contorno. 
Affinché sia utile nelle applicazioni, un problema al contorno dovrebbe soddisfare la proprietà di essere ben posto. Questo concetto implica che, dato l'input del problema, esista una soluzione unica che varia in modo continuo al variare dell'input. Molto del lavoro teorico nel campo delle equazioni differenziali alle derivate parziali è dedicato a dimostrare che i problemi al contorno derivanti da applicazioni scientifiche e ingegneristiche siano effettivamente ben posti. 
Tra i primi problemi al contorno ad essere studiati c'è il problema di Dirichlet, che riguarda la ricerca delle funzioni armoniche (cioè soluzioni dell'equazione di Laplace); la soluzione fu ottenuta grazie al principio di Dirichlet.